# フランコ・ジョルジェッティ
フランコ・ジョルジェッティ（Franco Giorgetti、1902年10月13日 - 1983年3月18日）は、イタリア、ヴァレーゼ出身の自転車競技選手。

## 経歴
1920年
- アンドワープオリンピック
  - 団体追い抜き 優勝（＋ ルッジェーロ・フェッラリーオ、アルナルド・カルリ、プリモ・マニャーニ）
  - 50km 6位

1921年、プロに転向。
1926年
- ニューヨーク6日間レース 優勝（+ レジナルド・マクナマラ）

1927年
- ニューヨーク6日間レース 優勝（+ レジナルド・マクナマラ）
- シカゴ6日間レース 優勝（+ カール・ストックホルム）
- シカゴ6日間レース 優勝（+ ロバート・ウェルサーjr.）
- アメリカ合衆国選手権・ドミフォン 優勝

1928年
- ニューヨーク6日間レース 優勝（+ フレッド・スペンサー）
- ニューヨーク6日間レース 優勝（+ ヘラルト・デバーツ）
- アメリカ合衆国選手権・ドミフォン 優勝

1929年
- ニューヨーク6日間レース 優勝（+ ヘラルト・デバーツ）
- ニューヨーク6日間レース 優勝（+ ヘラルト・デバーツ）
- アメリカ合衆国選手権・ドミフォン 優勝

1930年
- ニューヨーク6日間レース 優勝（+ ポール・ブロカード）

1932年
- アトランティックシティ6日間レース 優勝（+ウィリアム＝ジョン・ペデン）

1933年
- イタリア選手権 ドミフォン 優勝
- トラックレース世界選手権・プロドミフォン 2位

1935年
- シカゴ6日間レース 優勝（+ アルフレッド・ルトゥルヌール）
- ニューヨーク6日間レース 優勝（+ アルフレッド・ルトゥルヌール）
- バッファロー6日間レース 優勝（+ アルフレッド・ルトゥルヌール）

1938年、ヴィットーリオ・エマヌエーレ3世より、王冠が授与される。
1941年
- イタリア選手権 ドミフォン 優勝